# Rio Claro FC
Rio Claro Futebol Clube – brazylijski klub piłkarski z siedzibą w mieście Rio Claro leżącym w stanie São Paulo.

## Osiągnięcia
- Finał Pucharu stanu São Paulo (Copa FPF): 2005
- Wicemistrz III ligi stanowej (Campeonato Paulista Série A3): 2005
- Mistrz IV ligi stanowej (Campeonato Paulista Série B1): 2002
- Wicemistrz IV ligi stanowej (Campeonato Paulista Série B1): 2001

## Historia
Klub założony został 9 maja 1909 roku pod początkową nazwą Rio Claro Football Club. Założycielami klubu byli: nauczyciel Joaquim Arnold oraz pracownicy firmy kolejowej Companhia Paulista das Estradas de Ferro - Bento Estevam Siqueira, Constantino Carrocine i João Lambach. Rok później klub zmienił nazwę na Rio Claro Futebol Clube.
Swój pierwszy międzynarodowy mecz Rio Claro rozegrał 14 lipca 1928 roku - przeciwnikiem była drużyna złożona z marynarzy angielskiego statku H.M.S. Capton.
W 2002 Rio Claro wygrał IV ligę stanową (Campeonato Paulista Série B1), pokonując w finale klub Guaratinguetá Esporte Clube. Sukces ten dał awans do III ligi stanu São Paulo (Campeonato Paulista Série A3).
W 2005 Rio Claro dotarł do finału Pucharu stanu São Paulo (Copa FPF), gdzie przegrał z Noroeste Bauru. W 2007 klub pierwszy raz w swych dziejach zagrał w pierwszej lidze stanowej (Campeonato Paulista Série A-1).